# Cordula (Film)
Cordula ist ein österreichisches Filmdrama von Gustav Ucicky aus dem Jahr 1950. Es beruht auf dem epischen Gedicht Kirbisch von Anton Wildgans.

## Handlung
Das kleine Dorf Übelbach im Jahr 1917: Seit drei Jahren ist Krieg und vor allem Kellnerin Cordula sorgt sich. Sie liebte den Forstmann Fleps, der nun an der Front ist. Dem Pfarrer gesteht sie, dass sie ihn vor einiger Zeit während des Fronturlaubs in Wien besucht hat. Nun ist sie schwanger, was sie Fleps schrieb. Seither hat sie nichts mehr von ihm gehört. Der Pfarrer macht ihr Mut. Fleps erscheint unerwartet im Dorf; er kann nur einen Tag bleiben. Er ist Fähnrich und gibt im Gasthaus mit seinen Taten an der Front an. Glaser Crinis ohrfeigt ihn, hat er doch an der Front seine beiden Söhne verloren. Fleps will Crinis beim Gendarm Kirbisch anzeigen, doch ist nur seine Frau Käthe daheim. Fleps flirtet mit Käthe. Anschließend kehrt er ins Gasthaus zurück, wo Cordula auf ihn wartet. Beide sprechen sich aus. Fleps will nach Kriegsende Verantwortung für das noch ungeborene Kind übernehmen, auch wenn er Cordula für die Zukunft keine Versprechungen macht, da er nicht weiß, ob er nach Kriegsende eine Familie versorgen könnte.
Es ist Fronleichnam und der Bezirkshauptmann erscheint in der Stadt. Er erkennt, dass in Übelbach keineswegs die Kriegsverordnungen eingehalten werden und die Bewohner wie zu Friedenszeiten schlemmen. Er befiehlt Gendarm Kirbisch durchzugreifen; andernfalls wird er ihn an die Front einberufen lassen. Während Kirbisch nun durchgreift und häufig außer Haus ist, beginnen seine Frau und Fleps ein Verhältnis, das unter anderem über Verabredungen per Post aufrechterhalten wird. An einem liegengelassenen Umschlag erkennt Cordula, dass Käthe und Fleps sich heimlich schreiben.
Wirt Pschunder hat für Übelbach große Pläne, so wirbt er mit Speisen wie zu Friedenszeiten und holt dadurch Sommergäste ins Dorf. Im Dorf lebt wiederum der geistig zurückgebliebene Vitus, der sich um die Pferde des Bürgermeisters kümmert. Er hat tiefes Vertrauen zu Cordula. Die ist daher entsetzt, als sie erfährt, dass Vitus ins Armenhaus abgeschoben werden soll, weil er den Sommergästen Angst macht. Als kurz darauf auch noch Fleps mit dem Ehepaar Kirbisch im Wirtshaus erscheint, wird Cordula ohnmächtig. Gerüchte verbreiten sich im Dorf, dass Cordula von Vitus schwanger ist. Der Pfarrer zerbricht unterdessen an der Gemeinde, die immer profitorientierter und gottloser wird. Kirbisch fängt einen Brief von Fleps an seine Frau ab und weiß nun, dass seine Frau ihn betrügt. Er meldet sich freiwillig an die Front.
Zum Kirchtag wollen die Übelbacher Cordula und Vitus einen Streich spielen. Sie behaupten vor Vitus, dass er Cordula heiraten wird, kleiden ihn ein und führen ihn auf die Festtagsbühne. Als einige Männer Cordula hinzuholen wollen, ist diese nicht aufzufinden. Sie ist rechtzeitig zu Freunden aus dem Ort geflohen. Während zum Kriegsende alle wehrtauglichen Übelbacher eingezogen werden, bringt Cordula ihren Sohn auf die Welt. Sie begibt sich noch einmal zum Pfarrer, bevor sie Übelbach verlässt, um in der Stadt ihr Glück zu finden.

## Produktion
Cordula beruht auf dem Epos Kirbisch oder der Gendarm, die Schande und das Glück von Anton Wildgans, das er 1925 geschrieben hatte. Es war der erste Film, der von Paula Wesselys Paula-Wessely-Filmproduktion produziert wurde. Der Produktionsfirma standen 4,8 Millionen Schilling für den Dreh zur Verfügung. Der Film wurde innerhalb von 39 Tagen im Studio Wien-Sievering, in den Studios der AFA Graz-Thalerhof und in Vorau gedreht, wobei zahlreiche Einwohner des Ortes als Statisten beteiligt waren.
Es handelt sich um die sechste Zusammenarbeit von Paula Wessely und Regisseur Gustav Ucicky. Als Regieassistent fungierte Alfred Solm, die Filmbauten schuf Otto Niedermoser. Die Filmmusik stammt von Joseph Marx; die musikalische Bearbeitung übernahmen von Willy Schmidt-Gentner und Heinz Sandauer. Zu hören ist unter anderem Marx’ Ein Neujahrshymnus.
Der Film wurde am 28. September 1950 im Stuttgarter Universum uraufgeführt. Er lief am 20. März 1953 auch in den Kinos der DDR an und wurde am 27. Juni 1961 in der ARD erstmals im bundesdeutschen Fernsehen gezeigt.

## Kritik
Der film-dienst nannte Cordula eine „künstlerisch ambivalente… Verfilmung“ und befand, dass sich im Werk die „Atmosphäre einer in ihren Strukturen erschütterten Gesellschaft und eine verschwommen wehmütige Sehnsucht nach dem Weltfrieden, Naturalismus und Sentiment“ die Waage halten. „Die Ironie des Hexameterepos verbog sich in der Prosafassung des Films ins Sentimentale“, befand Der Spiegel.